# Península de Peniche
A Península de Peniche é uma península com tômbolo de areia que se estende por cerca de 4 km. A parte mais antiga da cidade de Peniche situa-se na área rochosa e a industrial, mais recente, no istmo (tômbolo). No seu extremo oeste, a poente, fica o Cabo Carvoeiro. Do lado nascente, no extremo leste de uma extensa praia, fica o Baleal. 
Peniche era uma ilha, mas na Idade Média (por volta do século XV) o assoreamento provocou a sua união com o continente, dando origem a um tômbolo. As fontes históricas falam de uma ilha de Peniche integrada na esfera económica e administrativa da importante herdade e depois vila de Atouguia da Baleia. Esta última localidade, que foi um importante porto, é agora interior.

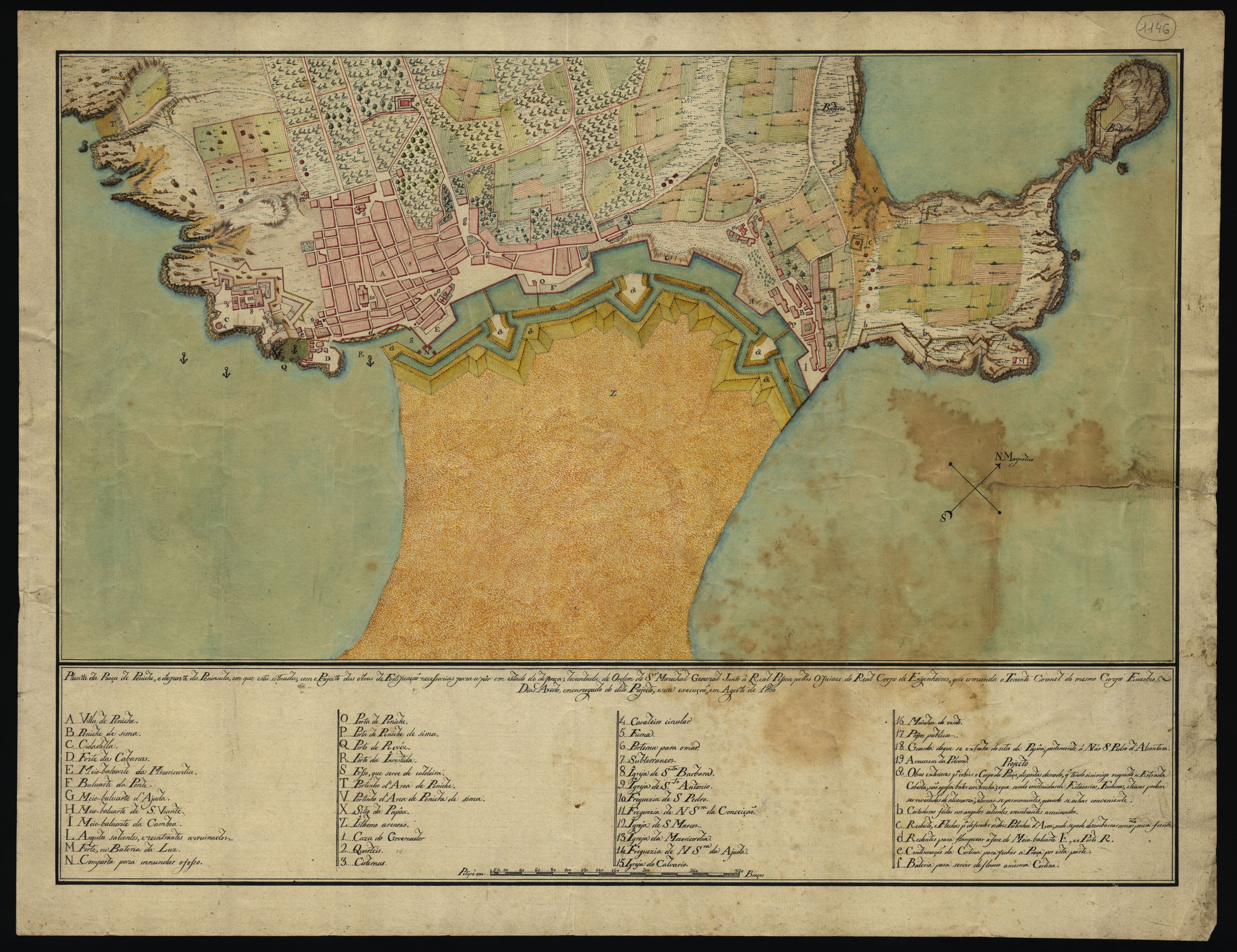
Planta da Praça-forte com o fosso (1800)

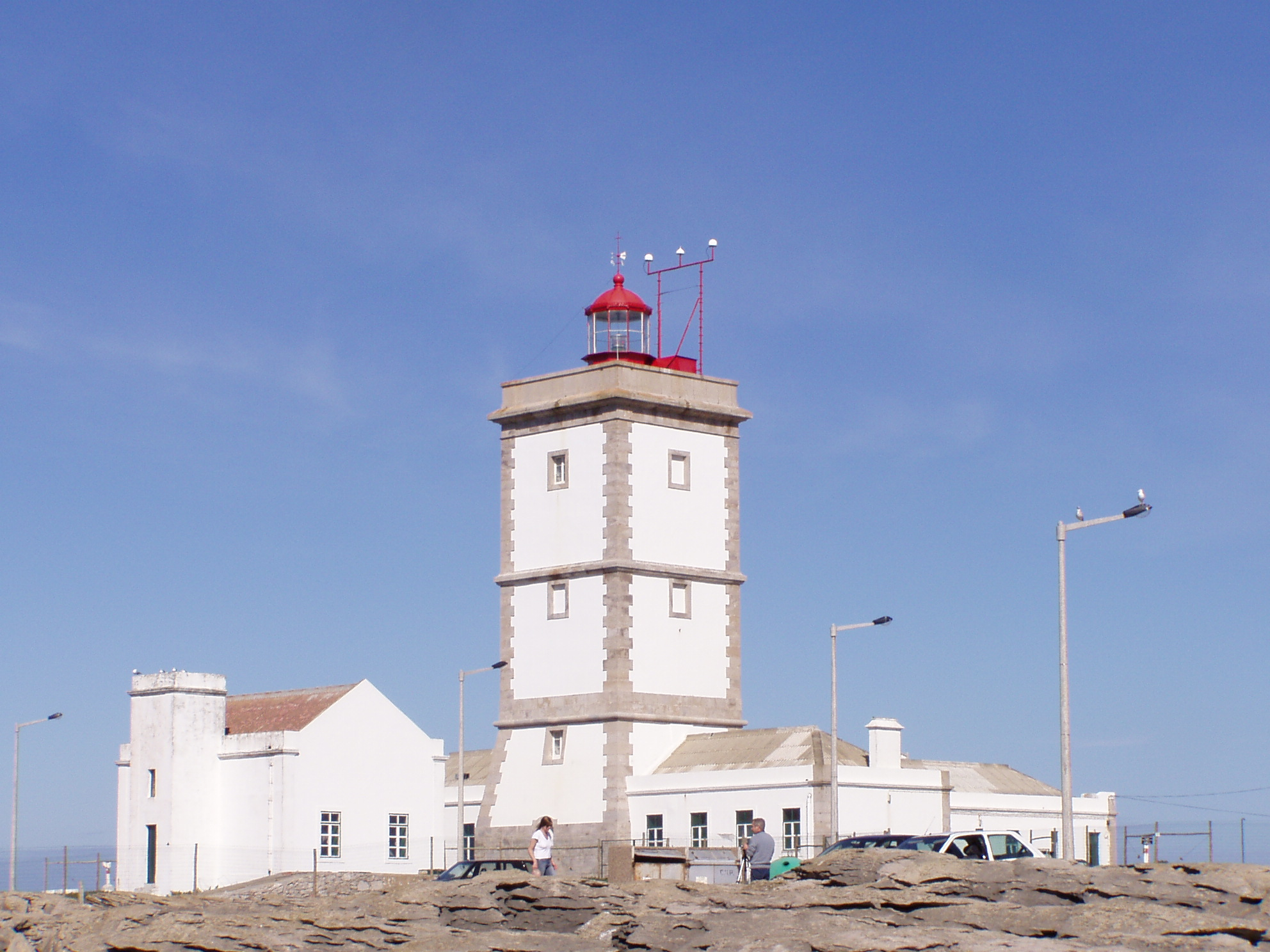
Farol do Cabo Carvoeiro